# مطثيات (رتبة)
المطثيات (الاسم العلمي: Clostridiales) هي رتبة من البكتيريا تتبع الطائفة المطثيانية من شعبة المتينات الجدار.

## فصائل
- نظيرات المطثية

## روابط خارجية
- ITIS - Catalogo delle specie